# Lemmaphyllum accedens
Lemmaphyllum accedens là một loài dương xỉ trong họ Polypodiaceae. Loài này được Donk ex Holttum mô tả khoa học đầu tiên năm 1955.
Danh pháp khoa học của loài này chưa được làm sáng tỏ. 